# Plecoptera melalepis
Plecoptera melalepis là một loài bướm đêm trong họ Erebidae.